# Lövträdsbladlöss
Lövträdsbladlöss (Thelaxidae) är en familj av insekter. Lövträdsbladlöss ingår i ordningen halvvingar, klassen egentliga insekter, fylumet leddjur och riket djur.